# Хара-Усун
Хара-Усун (рос. Хара-Усун) — улус Баргузинського району, Бурятії Росії. Входить до складу Сільського поселення Баргузинське.
Населення — 127 осіб (2015 рік).